# Noumène
Le noumène est un concept philosophique qui désigne :
- la réalité tangible ;
- la virtualité intelligible dans le sens originel utilisé par Platon ;
- ce qui est au-delà de l'expérience qui en est faite (ou noème) dans le sens détourné à dessein par Emmanuel Kant.

La philosophie traite ensuite de la possibilité pour le noumène d'être entièrement expérimenté, extrémité envisageable pour Edmund Husserl mais pas pour Kant.

## Définition et premières occurrences
Le noumène (en grec ancien νοούμενoν / nooúmenon) est un terme employé à l'origine par Platon pour désigner les « Idées », c'est-à-dire la réalité intelligible (par opposition au monde sensible), accessible à la connaissance rationnelle. Au contraire, chez Emmanuel Kant, auquel le terme de « noumène » renvoie le plus souvent, il s'agit de tout ce qui existe et que la sensibilité ne peut atteindre, restreignant par là les prétentions de la raison quant à la connaissance. « Noumène » est parfois considéré comme synonyme de chose en soi, faisant référence aux faits tels qu'ils sont absolument et en eux-mêmes, par opposition au terme de phénomène, faisant référence à ce qui est connaissable.

## Noumène chez Kant
Pour comprendre le concept de noumène chez Kant, il faut considérer la définition qu'il donne de la philosophie dans « Les rêves d'un visionnaire expliqués par les rêves de la métaphysique » (1766) : la connaissance des limites de la raison.
Dans la Critique de la raison pure (1781/87), Kant tente de répondre à la question : que puis-je savoir ? Pour y répondre, il va entreprendre une vaste « critique » (du grec ancien κρίνειν / krínein, séparer, distinguer, qui donnera : discriminer) de la raison dans ses prétentions à la connaissance. L'originalité de Kant réside dans son renversement du problème de la connaissance : notre connaissance des objets dépend du sujet connaissant au moins autant que des objets à connaître. « Les objets se règlent sur notre connaissance » (préface de la seconde édition de la Critique de la raison pure). Connaître, c'est organiser au moyen de notre sensibilité et de notre entendement ce qui est donné dans l'expérience, ce qui nous apparaît. Nous ne connaissons le monde qu'à travers le prisme de notre structure mentale. Nous ne pouvons donc pas connaître les choses telles qu'elles sont « en elles-mêmes », au-delà de leur réalité phénoménale. 
Au sens qu’il prend chez Gaston Bachelard, le noumène, dans sa teneur scientifique, n’est pas inconnaissable comme un objet métaphysique qui prétend être une chose en soi, mais il est un opérateur rationnel, théorique ou mathématique, qui oriente et crée de nouveaux champs d’expérimentation. Il ne doit donc pas être confondu avec la chose en soi (Ding an sich) qui, elle, représente une réalité inconnaissable que nous devons penser pour comprendre ce qu'est un phénomène.

## Noumène chez Husserl
Dans la perspective de Husserl, le noumène n'est effleurable qu'aux confins de l'intelligence, lorsque l'agitation des mots et des concepts cesse, lorsque l'intelligence à l'état pur n'est qu'intuition silencieuse, ou lorsque les mots ne sont plus des mots et alors toute tentative d’accéder au monde nouménal relève davantage de la poésie et de l’art.
Les phénomènes sont les choses vécues, qui se manifestent à nous, telles qu'elles se manifestent, le « contenu » de l'expérience : matériels (tables, mur, livre) ou immatériels (les faits, les émotions, les pensées), ils ont un début et une fin, ils sont définissables.
Le noumène est la réalité intemporelle, indéfinissable ; telle qu'elle est, on peut au mieux la percevoir, sans jamais pouvoir la décrire avec des mots ou la cerner à l'aide de concepts.

## Polémique entre Kant et Hegel
Contrairement à Kant, Hegel estime que s'il n'est pas possible — par nature — de faire l'expérience de la chose en soi ou de la Totalité (Philosophie), cela n'exclut pas de pouvoir utiliser le concept de chose en soi, donc d'en faire un objet ayant un statut particulier dans la théorie de la connaissance en philosophie. C'est même le point de départ de son étude de la religion (en tant que savoir du noumène) dans la Phénoménologie de l'Esprit.
La remarque souvent attribuée à Spinoza selon laquelle « le concept de chien n'aboie pas » énonce l'idée selon laquelle une pensée philosophique et immatérielle se distingue de la réalité matérielle ; autrement dit, l'utilisation concrète d'une idée peut se révéler en contradiction avec l'idée elle-même. Cela ne signifie pas que la chose en soi dont on ne peut faire l'expérience n'a pas de consistance : ce concept a bien une réalité mais dans l'ordre de la pensée.